# بومسلمیه
بومسلمیه (Abu Muslimiyya در متون انگلیسی) از شعبه‌های فرقه راوندیه است. راوندیان در مناطق شرقی سرزمین‌های اسلامی به خصوص در خراسان فعالیت داشتند و با خلافت بنی‌امیه مخالفت می‌نمودند. السفاح، اولین خلیفه عباسی با کمک و پشتیبانی خراسانیان و با قدرت نظامی ابومسلم خراسانی بر امویان چیره گشت و دستگاه خلافت عباسی را برافراشت. هرچند السفاح در اولین خطبه خود و همزمان با اعلام حقانیت خود بر امر خلافت مسلمین، خراسانیان را ستود و گفت خداوند خراسانیان را برای غلبه بنی‌هاشم بر بنی‌امیه به آنان داده است، اما در همان سال‌های نخستِ خلافت بنی‌عباس، قدرت و نفوذ ابومسلم باعث هراس عباسیان گردید و سرانجام ابومسلم به فرمان دومین خلیفه عباسی، المنصور، در سال ۱۳۱ هجری/۷۵۱ میلادی به قتل رسید. 
پس از قتل ابومسلم، خراسان برای مدتی طولانی دست‌خوش قیام‌ها و نهضت‌های متعدد در خون‌خواهی و هواداری ابومسلم بود . فرقه‌ی بومسلمیه یا مسلمیه یکی از این فرق اعتراضی است که به صورت مخفیانه علیه خلافت عباسیان مبارزه می‌کرد.  بومسلمیه شعبه‌ای از راوندیه محسوب می‌شود که پیروان آن معتقد به امامت ابومسلم خراسانی و حیات جاوید او بودند .  همچنین است بوکوکیه که شعبه‌ای از بومسلمیه است و نیز بسلمیة یا خلالیة که امامت را بعد از حسنین و محمدبن الحنفیه و... حق ابوسلمه وزیر و مؤسس خلافت عباسی می‌دانستند.